# سیارک ۹۰۹۳۶
سیارک ۹۰۹۳۶ (به انگلیسی: 90936 Neronet، نامگذاری:1997TN19)۹۰۹۳۶مین سیارک کشف شده‌است که در ۱۱ اکتبر ۱۹۹۷ کشف شد.